# Unió Nacional Ruandesa
La Unió Nacional Ruandesa (francès Union Nationale Rwandaise, UNR) va ser un partit polític conservador i pro-monàrquic de Ruanda.
Va ser fundat el 3 de setembre de 1959, per Francois Rukeba, i va rebre un gran suport del rei Kigeli V. En aquella època Ruanda estava encara sota l'administració belga, i UNAR era el principal partit monàrquic. Demanava la independència immediata sota una monarquia constitucional hereditària tutsi.
El partit va boicotejar les eleccions locals de 1960, però participà en les eleccions parlamentàries de 1961, en els quals va obtenir el 17% dels vots, guanyant 7 dels 44 escons a l'Assemblea Legislativa. Es va unir a un govern de coalició amb el victoriós Parmehutu, i va obtenir dels gabinets els ministeris de la ramaderia i la salut pública.
El partit polític va deixar d'existir efectivament al desembre de 1963. En represàlia per un atac de l'ala armada de la UNAR foren assassinats nombrosos tutsis, inclosos molts líders tutsis que van romandre a Ruanda, marcant el final del partit intern UNAR. Elements de l'ala armada van continuar atacant fins a 1967.
En 1965 el país esdevingué un Sistema unipartidista sota el Parmehutu.